# Distoleon bisoiensis
Distoleon bisoiensis är en insektsart som beskrevs av Soumyendra Nath Ghosh 1984. Distoleon bisoiensis ingår i släktet Distoleon och familjen myrlejonsländor. Inga underarter finns listade i Catalogue of Life.